# NGC 82
Az NGC 82 egy csillag az Andromeda (Androméda) csillagképben.

## Felfedezése
A csillagot Guillaume Bigourdan fedezte fel 1884. október 23-án.